# Budd Lake
Budd Lake és una concentració de població designada pel cens dels Estats Units a l'estat de Nova Jersey. Segons el cens del 2000 tenia 8.100 habitants.

## Demografia
Segons el cens del 2000, Budd Lake tenia 8.100 habitants, 2.851 habitatges, i 2.169 famílies. La densitat de població era de 534,6 habitants/km².
Dels 2.851 habitatges en un 43,7% hi vivien nens de menys de 18 anys, en un 62,7% hi vivien parelles casades, en un 9,4% dones solteres, i en un 23,9% no eren unitats familiars. En el 18,4% dels habitatges hi vivien persones soles el 3,9% de les quals corresponia a persones de 65 anys o més que vivien soles. El nombre mitjà de persones vivint en cada habitatge era de 2,83 i el nombre mitjà de persones que vivien en cada família era de 3,25.
Per edats la població es repartia de la següent manera: un 28,7% tenia menys de 18 anys, un 6,9% entre 18 i 24, un 37,5% entre 25 i 44, un 21,2% de 45 a 60 i un 5,8% 65 anys o més.
L'edat mediana era de 34 anys. Per cada 100 dones de 18 o més anys hi havia 96,5 homes.
La renda mediana per habitatge era de 62.540 $ i la renda mediana per família de 70.585 $. Els homes tenien una renda mediana de 44.631 $ mentre que les dones 35.316 $. La renda per capita de la població era de 24.581 $. Aproximadament l'1,9% de les famílies i el 3,3% de la població estaven per davall del llindar de pobresa.

## Poblacions més properes
El següent diagrama mostra les poblacions més properes.